# Simmershofen
Simmershofen er en kommune i den mittelfrankiske Landkreis Neustadt an der Aisch-Bad Windsheim i den tyske delstat Bayern. Den er en del af Verwaltungsgemeinschaft Uffenheim.

## Geografi
Nabokommuner er (med uret, fra nord): Gollhofen, Uffenheim, Adelshofen, Creglingen og Hemmersheim.

### Inddeling
- Simmershofen
- Adelhofen
- Auernhofen
- Equarhofen
- Hohlach
- Walkershofen